# Avidos e Lagoa
Avidos e Lagoa (oficialmente: União das Freguesias de Avidos e Lagoa) é uma freguesia portuguesa do município de Vila Nova de Famalicão, com 4,67 km² de área e 2537 habitantes (censo de 2021). A sua densidade populacional é 543,3 hab./km².
Encontrando-se no limite sul do concelho de Vila Nova de Famalicão, acaba por ser freguesia limítrofe a sul com a união de freguesias de Areias, Sequeiró, Lama e Palmeira, designada como União de freguesias Além-Rio, no concelho de Santo Tirso, a este com a freguesia de Landim, a nordeste com a freguesia de Seide, a noroeste com a União de freguesias de Antas e Abade de Vermoim e a oeste com a União de freguesias de Esmeriz e Cabeçudos, todas pertencentes ao concelho de Vila Nova de Famalicão.

## História
Foi constituída em 2013, no âmbito de uma reforma administrativa nacional, pela agregação das freguesias de Avidos e Lagoa. Teve como seu primeiro presidente de junta de freguesia Paulo Silva, cujo mandato cessou em 2017. O seu atual presidente é António Gomes, que foi presidente da freguesia de Avidos desde 2001 até à reorganização administrativa de 2013.

## Geografia
Sendo constituída por duas freguesias existentes, as alterações nas fronteiras das mesmas apenas foram alteradas na porção comum, que deixou de existir. Quanto aos edifícios de interesse público, passaram para administração comum.
É atravessada por dois principais cursos de água: o Rio Pele, atravessando o território na porção sul, no sentido nordeste-sudoeste, e a Ribeira de Gerém, afluente do primeiro que atravessa o território de norte a sul, desaguando no lugar de Pateiras, que por vezes dá nome ao pequeno curso de água.

## Demografia
A população registada nos censos foi:
| Distribuição da População por Grupos Etários | Distribuição da População por Grupos Etários | Distribuição da População por Grupos Etários | Distribuição da População por Grupos Etários | Distribuição da População por Grupos Etários | Distribuição da População por Grupos Etários |
| -------------------------------------------- | -------------------------------------------- | -------------------------------------------- | -------------------------------------------- | -------------------------------------------- | -------------------------------------------- |
| Antes da agregação                           |                                              |                                              |                                              |                                              |                                              |
| Ano                                          | 0-14 anos                                    | 15-24 anos                                   | 25-64 anos                                   | >= 65 anos                                   | Total                                        |
| 2001                                         | 423                                          | 308                                          | 1266                                         | 303                                          | 2300                                         |
| 2011                                         | 443                                          | 299                                          | 1543                                         | 368                                          | 2653                                         |
| Após a agregação                             |                                              |                                              |                                              |                                              |                                              |
| Ano                                          | 0-14 anos                                    | 15-24 anos                                   | 25-64 anos                                   | >= 65 anos                                   | Total                                        |
| 2021                                         | 308                                          | 296                                          | 1467                                         | 466                                          | 2537                                         |